# Lewanty

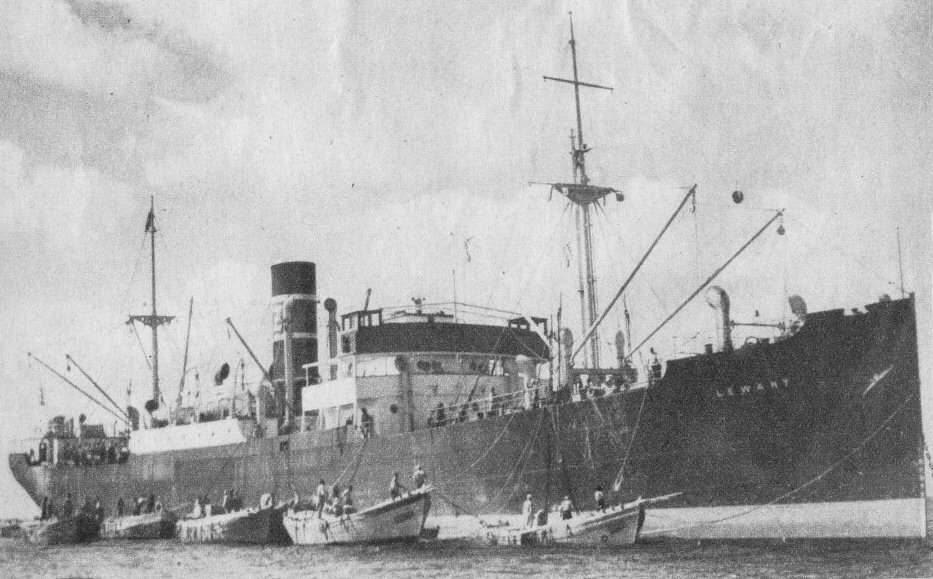
Pierwszy "lewant"; s/s „Lewant” z 1935 r.

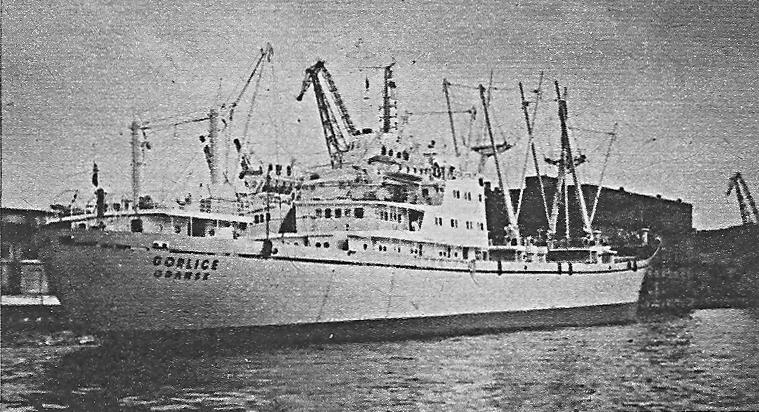
m/s „Gorlice” z 1965 r.

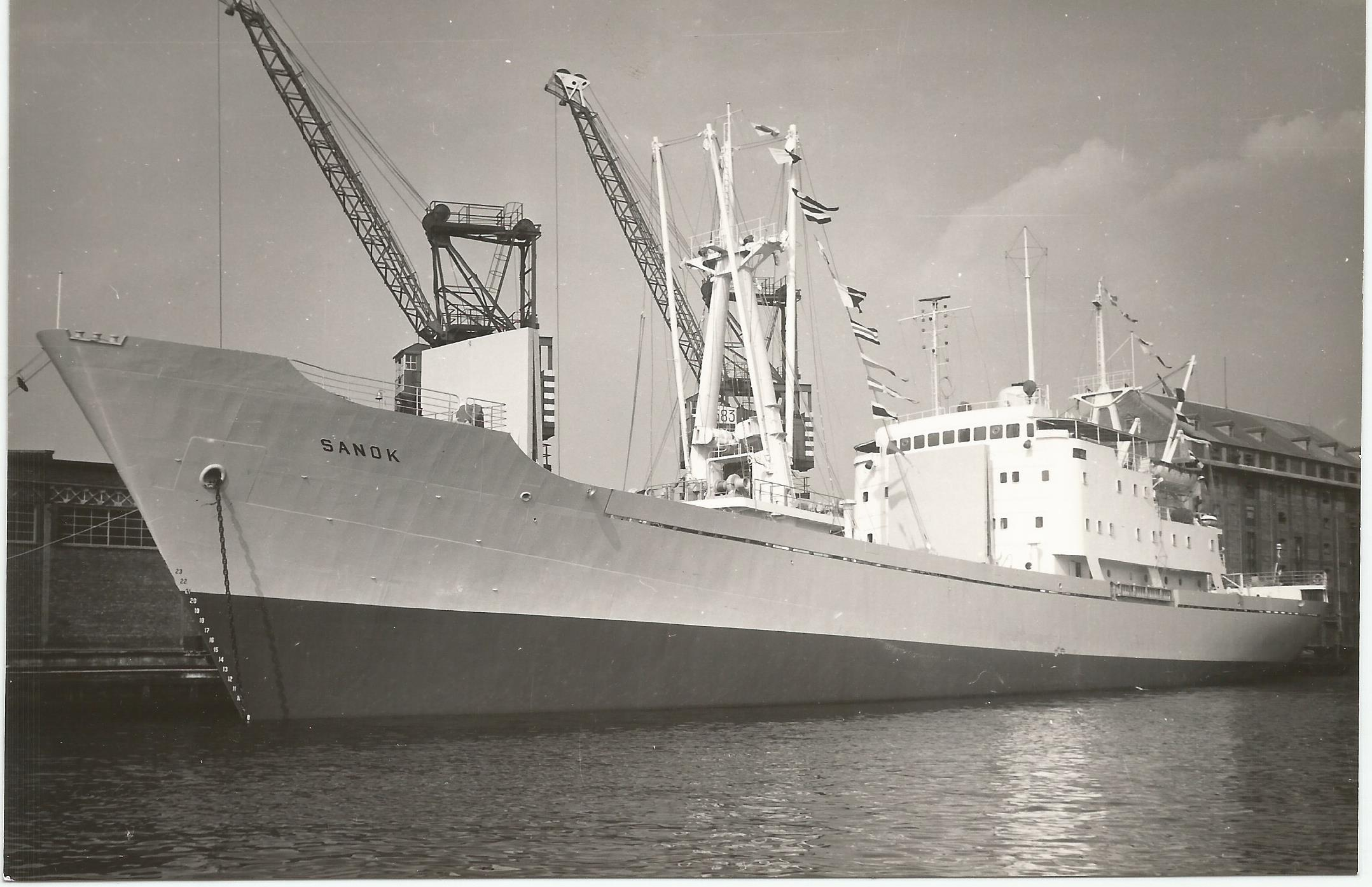
m/s „Sanok” z 1966 r.

Lewanty – popularne przedwojenne i powojenne określenie polskich drobnicowców pływających do krajów Bliskiego Wschodu (Izrael, Syria, Jordania, Liban), z odgałęzieniem na Morze Czarne i Czerwone; do Lewantu (z wł. levante – wschód). Jedna z najbardziej stabilnych i dochodowych linii w dziejach Polskiej Marynarki Handlowej.

## Historia

### Okres międzywojenny
Nazwa tej grupy statków powstała od regionu, do którego pływały (stąd również „linia lewantyńska”) i nazwy jednego z trzech pierwszych statków wprowadzonych na nią (1935) – motorowców „Lewant” i „Lechistan” oraz parowca „Sarmacja”. Wszystkie zostały wydzierżawione od szwedzkiego armatora „Svenska Orient Linien”, z którym armator polski – „Żegluga Polska” – utworzył spółkę eksploatacyjną. W 1936 r. „Żegluga Polska” odkupiła dwa z nich („Lewant” i „Lechistan”), podejmując samodzielną eksploatację. „Sarmacja” natomiast po zakończeniu okresu dzierżawy powróciła pod banderę szwedzką pod pierwotną nazwą „Smaaland”.
„Lewant” i „Lechistan” przetrwały II wojnę światową i po powrocie pod banderę polską zostały ponownie skierowane na „linię lewantyńską”.
Dobre wyniki eksploatacyjne na niej skłoniły „ŻP” do zamówienia w stoczni belgijskiej dwóch kolejnych statków na tę linię, które w trakcie budowy zostały przejęte przez III Rzeszę w 1940 r., po zajęciu Belgii.
Zostały one dokończone z przebudową na okręt-bazę. Jeden z nich, pod nazwą „Gustaw Nachtigal”, został storpedowany i dobity przez alianckie samoloty koło wyspy Borkum na Morzu Północnym 14 czerwca 1944, natomiast drugi, pod nazwą „Hermann von Wissmann” przetrwał II wojnę; po jej zakończeniu został przejęty przez marynarkę belgijską pod nazwą "Kamina"; skreślony z jej stanu w 1967 r. i oddany na złom.

### Okres powojenny
Na początku lat 50. XX w., kiedy Polskie Linie Oceaniczne reaktywowały „linię lewantyńską”, najpierw wprowadzając na nią przedwojenne „Lewant” i „Lechistan”. W związku z rozwojem polskiego handlu w tym kierunku zaprojektowano dla jej obsługi zestaw pięciu niewielkich drobnicowców o nośności ok. 4000 DWT, z chłodzonymi ładowniami i bogatym zestawem urządzeń przeładunkowych (dźwigi), z uwagi na specyfikę tamtejszych niewielkich portów. Jednocześnie były to pierwsze polskie motorowce zbudowane całkowicie w polskich stoczniach, chociaż jeszcze na podstawie zmodyfikowanych planów belgijskich, według których zbudowano tam dwa przedwojenne lewanty przejęte w 1940 r. przez III Rzeszę, z których żaden nie powrócił pod polską banderę.
Dwa spośród nich: „Gdynia” i „Szczecin” w trakcie budowy zostały przekazane w ramach porozumień eksportowych pod banderę Związku Radzieckiego (ZSRR) i wykończone w stoczni duńskiej (jako „Stavropol” i „Taganrog”), natomiast pozostałe: „Kopernik”, „Gdańsk” i „Nowa Huta” pływały na tej linii do końca lat 70. XX wieku. Z nich „Nowa Huta” i „Kopernik” jeszcze kilka lat dłużej, ponieważ zostały sprzedane za granicę – „Nowa Huta” armatorowi greckiemu pod nazwą „Vassiliki”, a „Kopernik” pod banderę Ekwadoru jako „Pacifico”.
Na przełomie lat 50. i 60., ze względu na dużą opłacalność linii lewantyńskiej, wzmocniono ją trzecią grupą „lewantów”. Najpierw pięcioma statkami serii B-59, zwanej też serią „O”, ponieważ ich nazwy zaczynały się na tę właśnie literę: „Oliwa”, „Orłowo”, „Ojców”, „Olkusz” i „Orneta”, zbudowanymi w Stoczni Gdańskiej, o nośności ok. 4500 DWT każdy. A następnie, w I połowie lat 60. XX w., lewantami ze stoczni szczecińskiej w serii B-49, zwanej też serią „G”: „Grudziądz”, „Głogów” i „Gorlice”, która była rozwinięciem serii B-59, charakteryzującej się dość dużym zasięgiem, ok. 9 tys. mil morskich.
Niemal identyczne były dwie kolejne jednostki tej grupy (B-49), które powstały w duńskiej stoczni, w 1967 roku. Zastąpiły one wycofane z eksploatacji „Lewant” i „Lechistan”, pod nazwami „Lewant II” i „Lechistan II”.
Ze względu na dużą atrakcyjność turystyczną tej linii, stosunkową krótkotrwałość i planowość rejsów, na statkach tej linii budowanych od początku lat 60. – podobnie jak na wszystkich statkach PLO w czasach PRL – było po kilka miejsc pasażerskich. Akwizycją zajmował się odpowiedni dział cargo w PLO, do którego zgłaszali się chętni, wpisywani na listę i oczekujący przybycia statku do polskiego portu. Atrakcją był sam rejs, wyżywienie i pobyt w portach, natomiast turystycznie i kulturalnie-oświatowo nikt się pasażerami specjalnie nie zajmował poza stewardem w zakresie hotelowym na podstawowym poziomie. Była to usługa dostępna praktycznie dla każdego obywatela PRL, którego było na to stać (cena porównywalna do pobytu w najwyższej kategorii hotelach sieci „Orbis”) i otrzymał paszport. Pasażerami często  bywali członkowie marynarskich rodzin. Inni pasażerowie byli swego rodzaju atrakcją towarzyską dla załogi na czas rejsu.
Do lewantów trzeciego pokolenia należy też zaliczyć statki zbudowane w stoczniach duńskich w końcu lat 60. XX w. z tzw. serii „S” („Słupsk”, „Sopot”, „Sanok” i „Sandomierz”) oraz nieco odmienne od nich „Jasło”.
Czwartym pokoleniem lewantów, i na razie ostatnim, zbudowanych przez tradycyjnego ich dostawcę – stocznię szczecińską – w latach 70. XX w., było osiem uniwersalnych drobnicowców serii B-432;  w latach 1972–1973 tzw. seria „Radzionków” (w niej też „Garwolin”, „Ostrołęka” i „Wieliczka”) oraz w latach 1976–1977 tzw. seria „Bochnia” (w niej też „Chełm”, „Siemiatycze”, „Skoczów”). Pięć dalszych jednostek z drugiej serii zostało sprzedanych do państw Lewantu.
Ze względu na zmiany logistyczne w transporcie w tamtym kierunku, a przede wszystkim na sytuację polityczną, i, co za tym idzie, ekonomiczną w tamtym rejonie, funkcjonowanie linii lewantyńskiej, a tym samym rejsy "lewantów" uległy poważnemu ograniczeniu, jeżeli nie całkowitej likwidacji.

## Lewanty według lat wprowadzenia do eksploatacji
- 1935
  - m/s "Lewant" (najpierw w czarterze pod banderą szwedzką, w 1936 r. zakupiony po banderę polską)
  - m/s "Lechistan" (najpierw w czarterze pod banderą szwedzką, w 1936 r. zakupiony pod banderę polską)
  - s/s "Sarmacja" (w czarterze pod banderą szwedzką, po jego zakończeniu powrócił pod banderę szwedzką i pierwotną nazwę "Smaaland")

- 1953–1954, typ B-50
  - m/s "Nowa Huta"
  - m/s "Kopernik", budowany jako m/s "Łódź"
  - m/s "Gdańsk"

- 1959–1961, typ B-59
  - m/s "Oliwa"
  - m/s "Orłowo"
  - m/s "Ojców"
  - m/s "Olkusz"
  - m/s "Orneta"

- 1963–1964, typ B-49
  - m/s "Grudziądz"
  - m/s "Głogów"
  - m/s "Gorlice"

- 1967
  - m/s "Lewant II"
  - m/s "Lechistan II"

- 1966, seria "S"
  - m/s "Słupsk"
  - m/s "Sopot"
  - m/s "Sanok"
  - m/s "Sandomierz"

- 1967, też seria "S", chociaż nieco odmienny w formie
  - m/s Jasło

- 1972–1973, typ B-432 (seria „R")
  - m/s "Radzionków"
  - m/s "Garwolin"
  - m/s "Ostrołęka"
  - m/s "Wieliczka"

- 1976–1977, typ B-432 (seria „B”)
  - m/s "Bochnia"
  - m/s "Chełm"
  - m/s "Siemiatycze"
  - m/s "Skoczów"[2].